# Cho Ha-ri
Cho Ha-ri (kor. 조해리, ur. 29 lipca 1986) – południowokoreańska łyżwiarka szybka specjalizująca się w short tracku, czterokrotna mistrzyni świata, medalistka zimowych igrzysk azjatyckich, olimpijka.
Startowała na igrzyskach w Vancouver – w biegu na 1000 metrów była czwarta, a na 1500 metrów zajęła 5. miejsce. Podczas igrzysk w Soczi wywalczyła złoty medal w sztafecie.